# Amélie Rey-Balla
Amélie Rey-Balla (nasceu em Toulouse, 18 de abril de 1840) foi uma soprano francesa que viveu no século XIX. A sua importância à época é atestada por ter arranjado para ela Verdi a versão francesa da sua ópera Macbeth, tendo Rey-Balla estreado o papel de Lady Macbeth, em 1865, em Florença. Rey-Balla era possuidora de uma voz de soprano extensa e fortíssima, muito dramática, por vezes um pouco trágica; a sua fisionomia expressiva e a sua atuação teatral davam extraordinário realce à execução de alguns papéis que lhe eram confiados.

## Vida
Ainda criança aprendeu a declamar no conservatório de Toulouse, sendo premiada pela magnífica recitação que fez da poesia Les fureurs d'Hennione. Foi discípula de canto de Grasset, cantando indiferentemente árias para contralto ou soprano por ser ainda muito jovem. Tendo obtido da municipalidade uma bolsa de 1200 francos por ano, mudou-se para Paris, onde estudou arte lírica no conservatório. Estreou-se num teatro de ópera em Marselha, tendo cantado em Milão, Lyon, Bruxelas, na Ópera Garnier e no Teatro Lírico de Paris, em Bordéus, Madrid e Barcelona. Atuou também em Portugal, onde é referida em diversa literatura da época, nomeadamente em O Barão de Lavos, de Abel Botelho, Portugal e os Estrangeiros (1893), de Manuel Bernardes Branco, ou Serões, Revista Mensal Ilustrada (1901).
Em 19 de março de 1867, foi realizado no Teatro de São Carlos uma gala de beneficência em favor de Rey-Balla, que cantou a ária, A saudação, com letra de Eduardo Vidal, e música de Etienne Rey. Do programa constavam também o 1.° e 4.° atos de Os Huguenotes, de Os Lombardos, o 3.º ato e as árias para baixo e de Alice, e ainda o dueto para baixo do 3.° ato do Roberto, o Diabo, cantados por François-Marcel Junca e Rey-Balla.